# Francia költők, írók listája
Ez a lista Franciaország legismertebb költőit és íróit tartalmazza névsor szerint.
Más országok francia nyelven alkotó szerzőiről lásd:

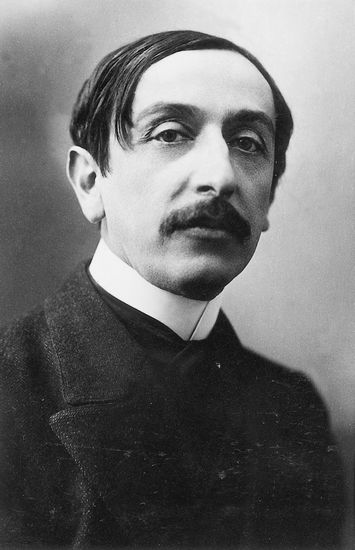
Maurice Barrès

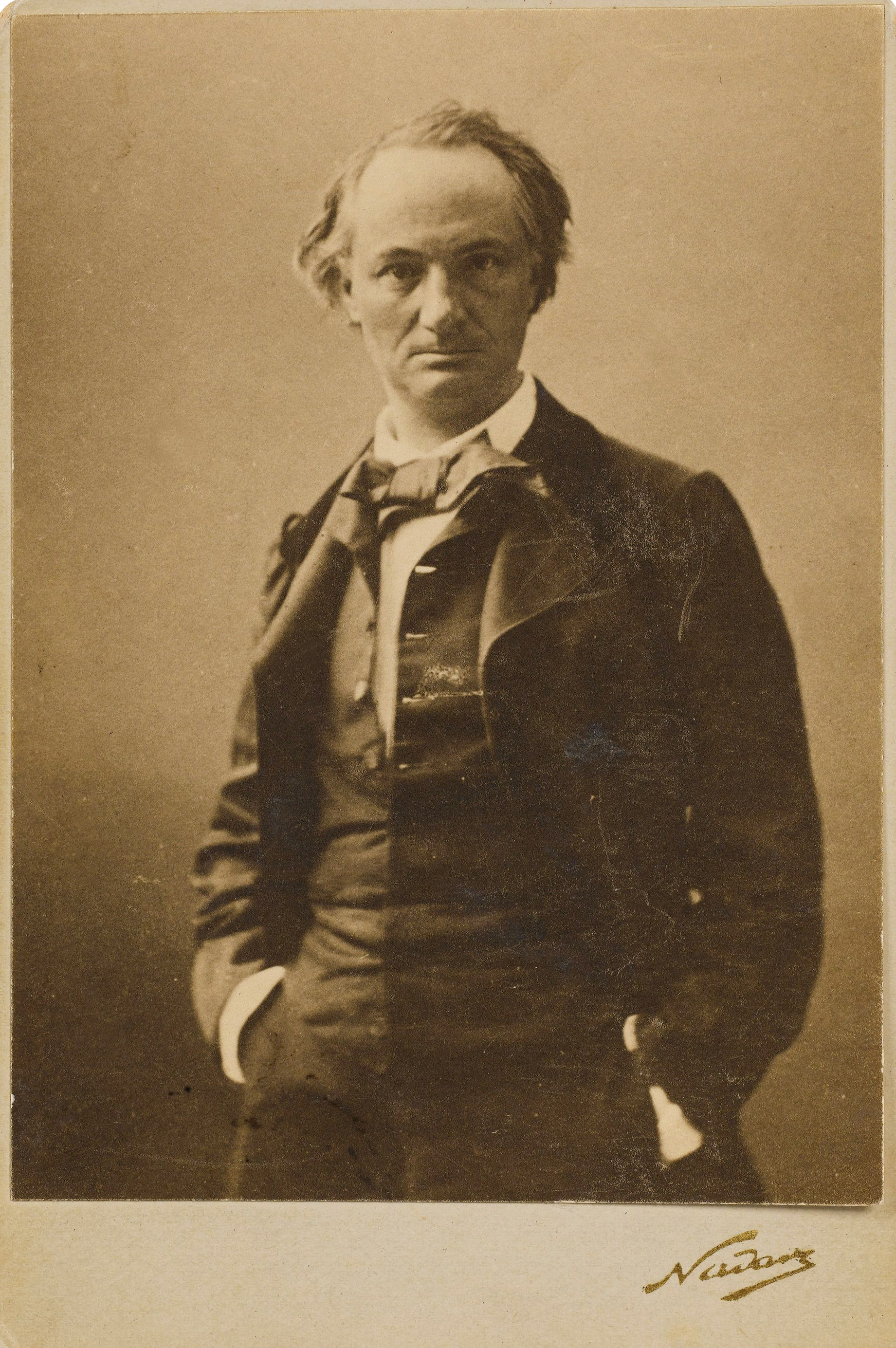
Charles Baudelaire

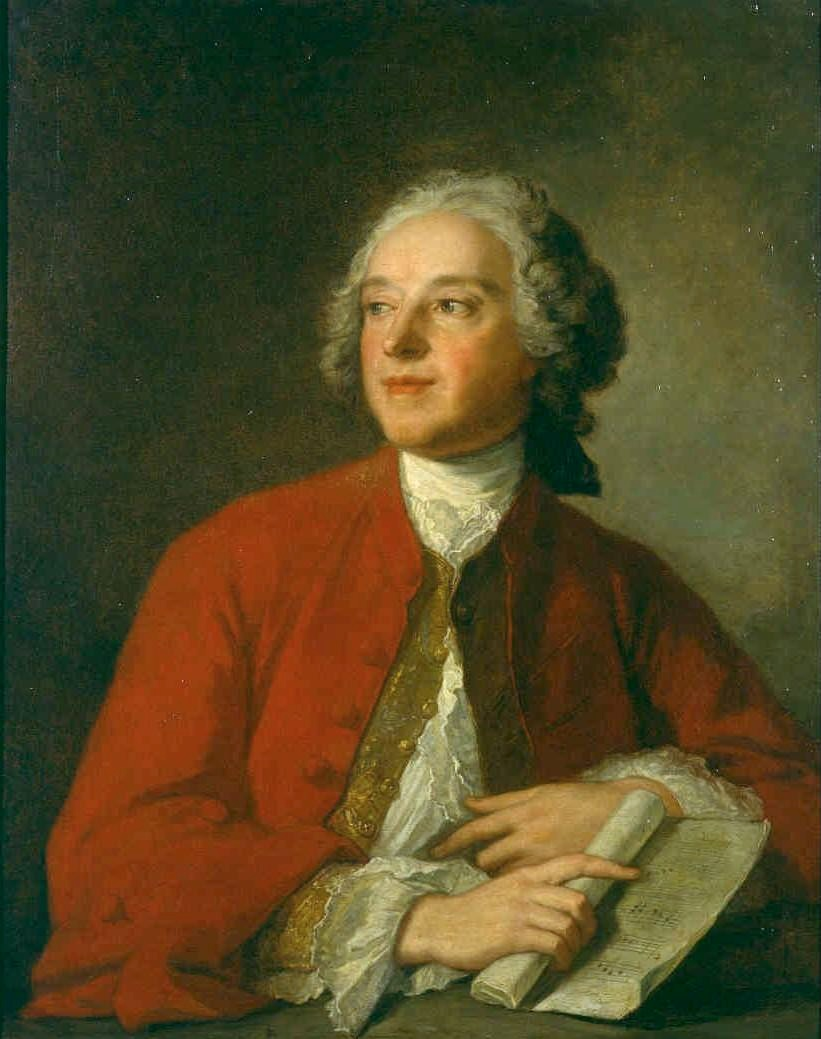
Pierre Beaumarchais

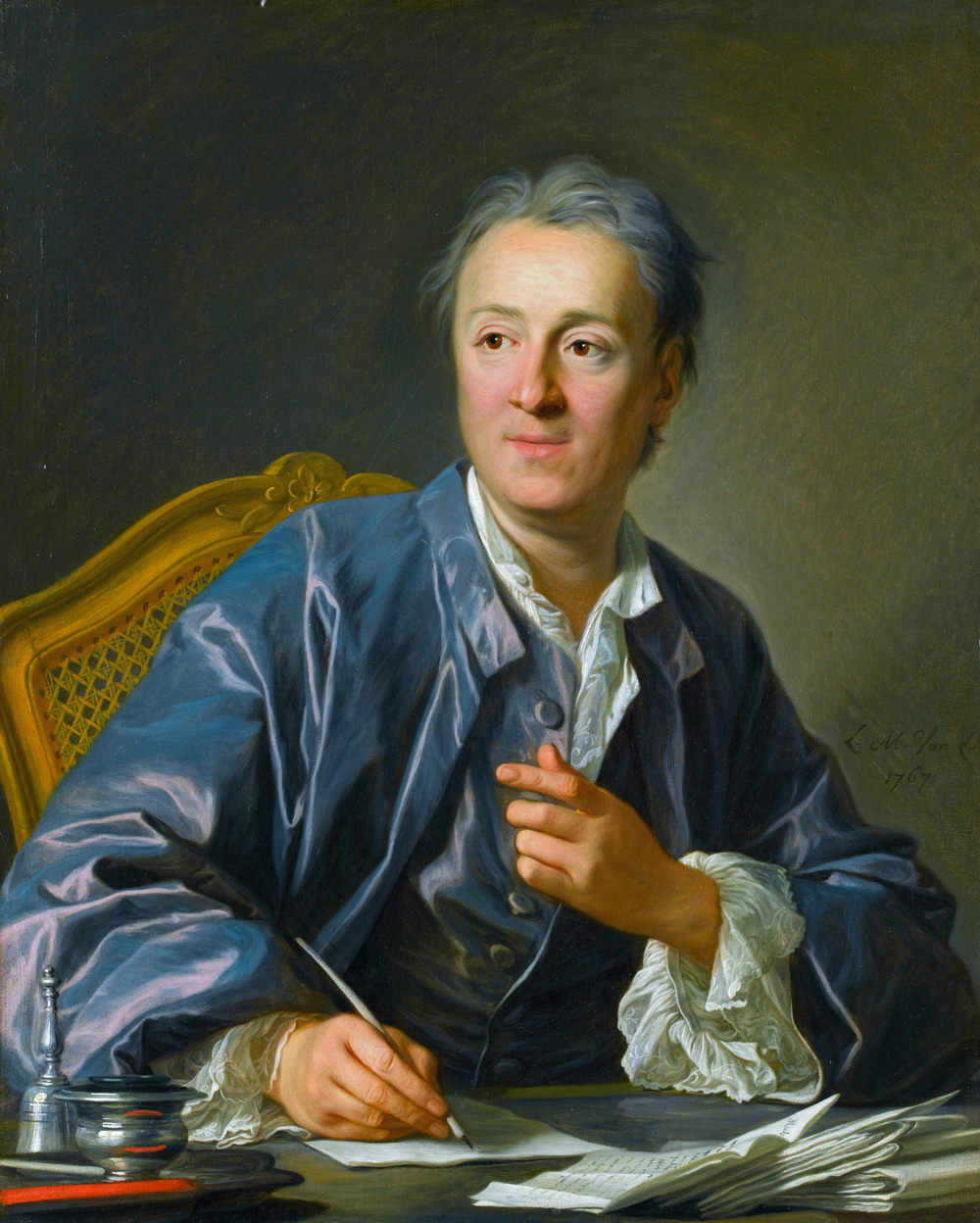
Denis Diderot

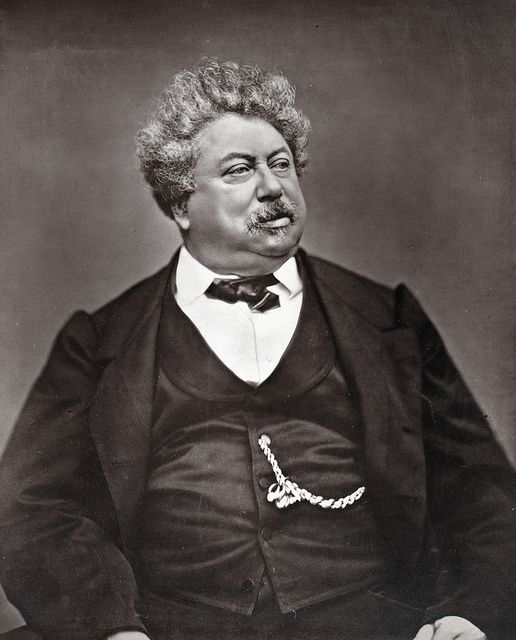
id. Alexandre Dumas

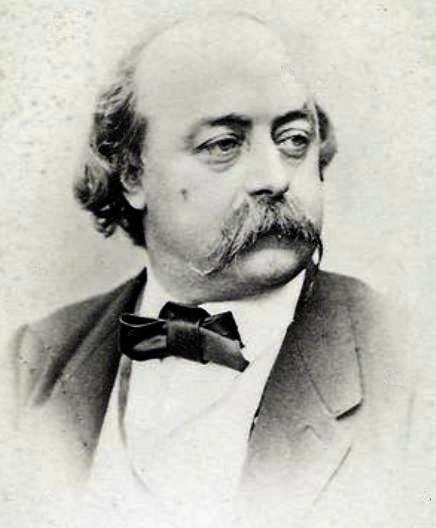
Gustave Flaubert

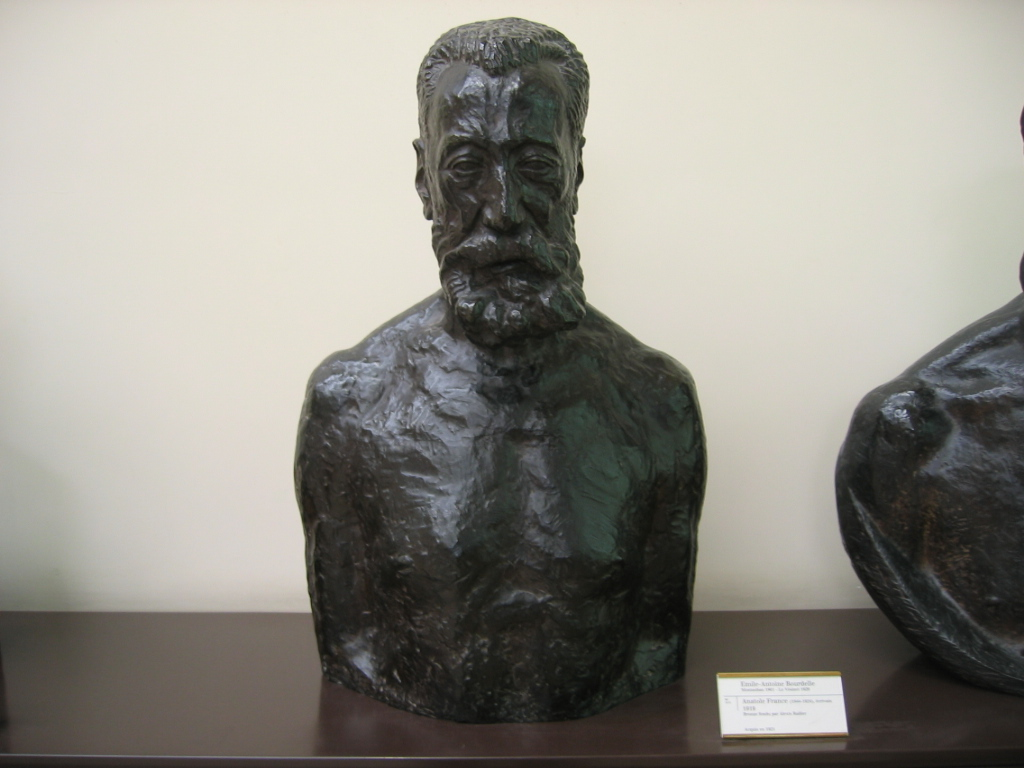
Anatole France

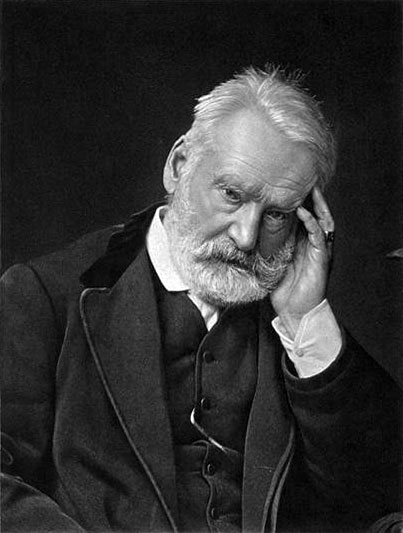
Victor Hugo

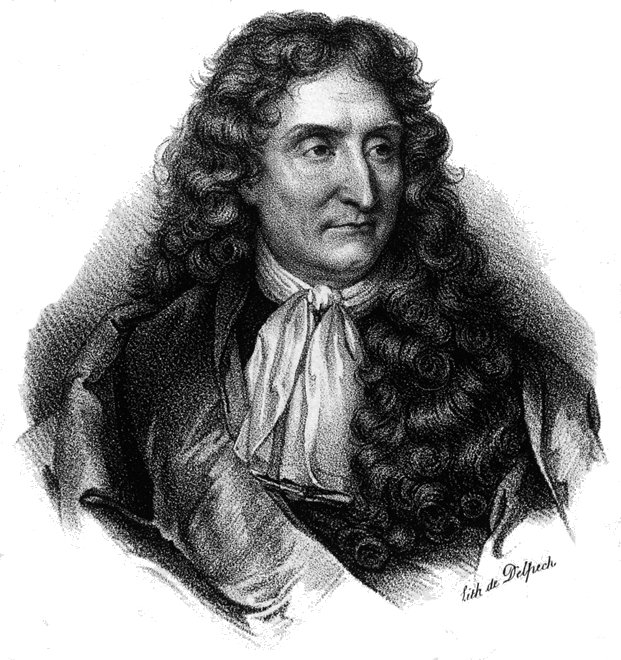
Jean de La Fontaine

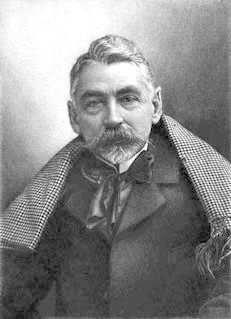
Stéphane Mallarmé

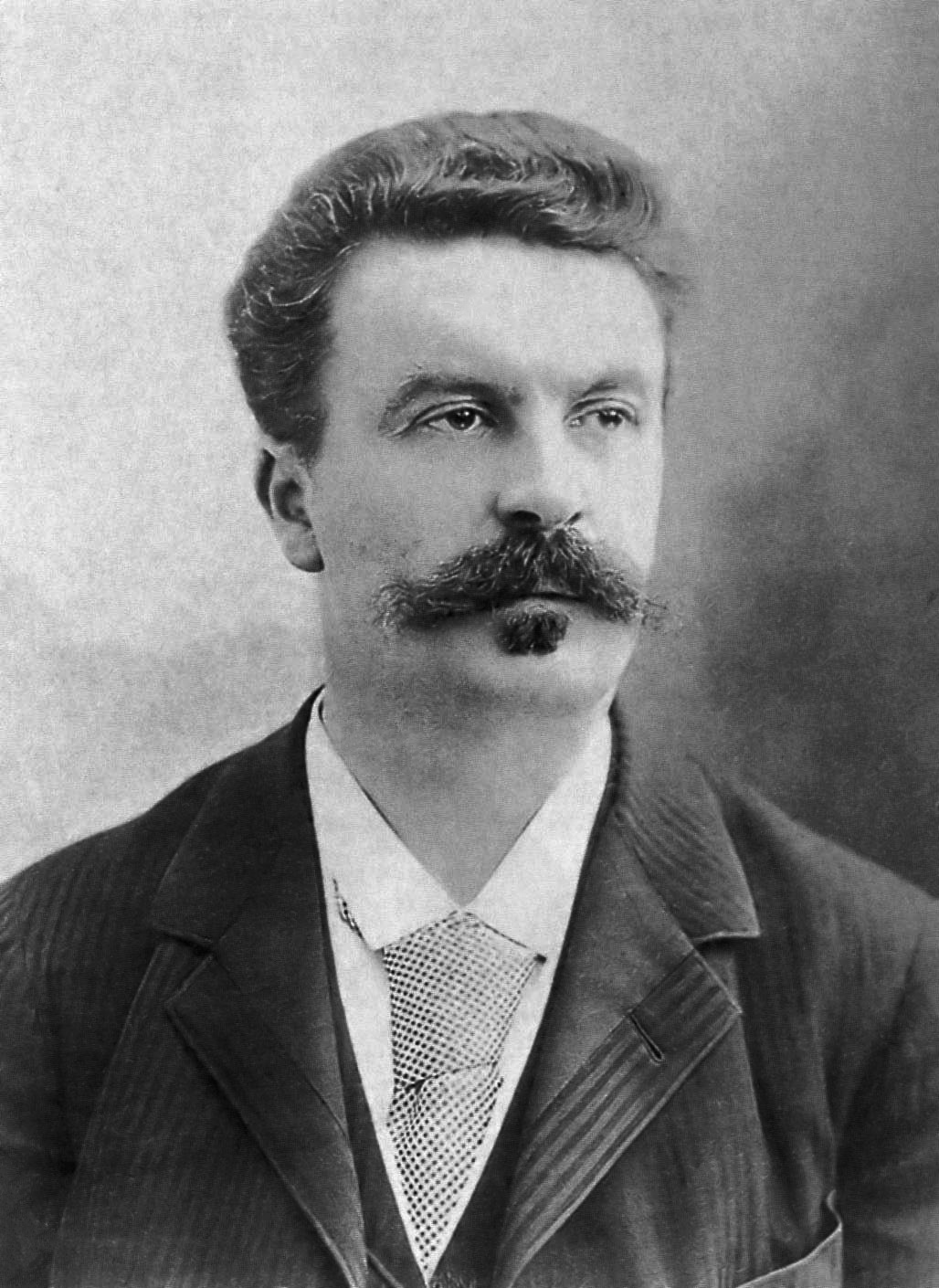
Guy de Maupassant

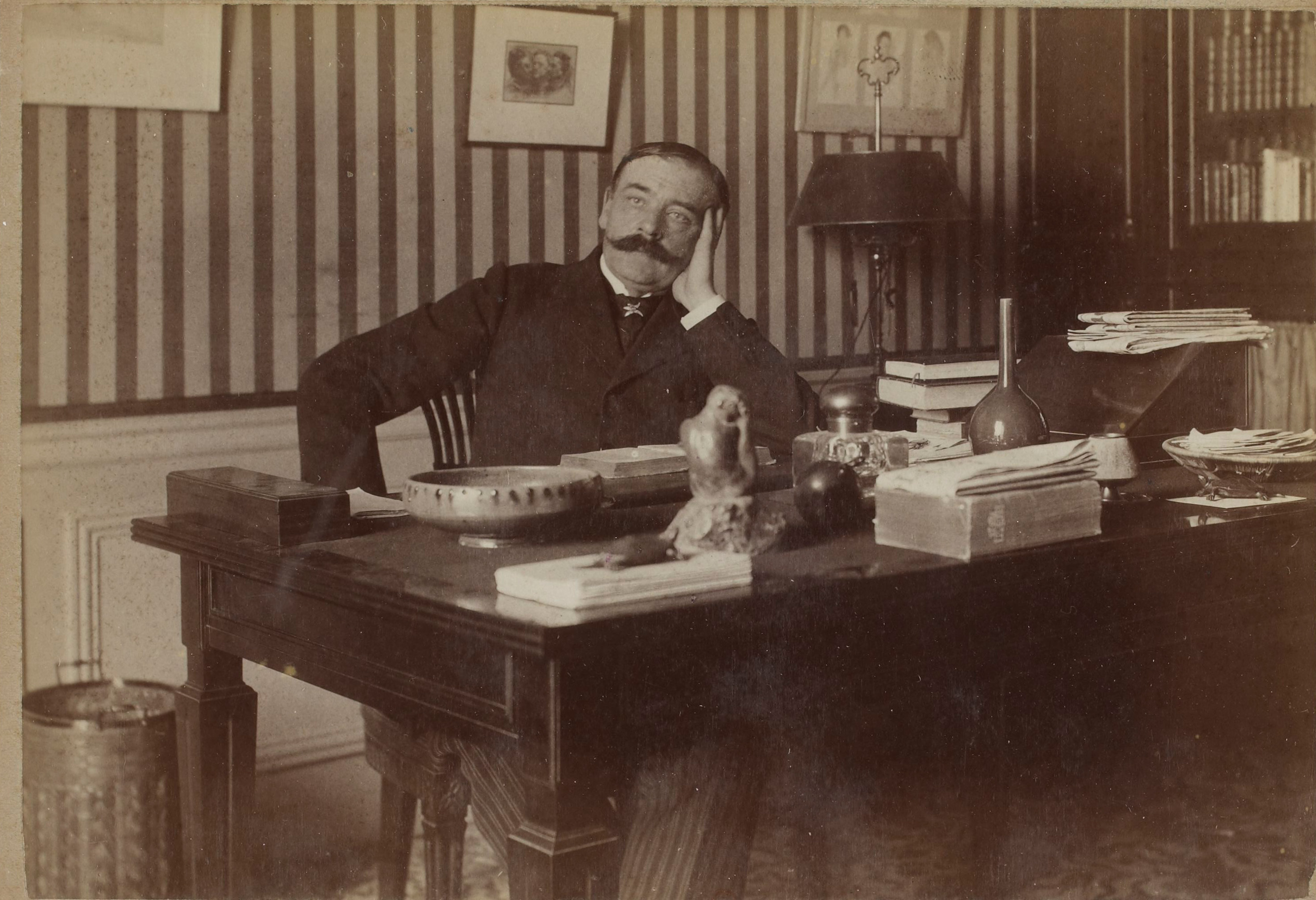
Octave Mirbeau

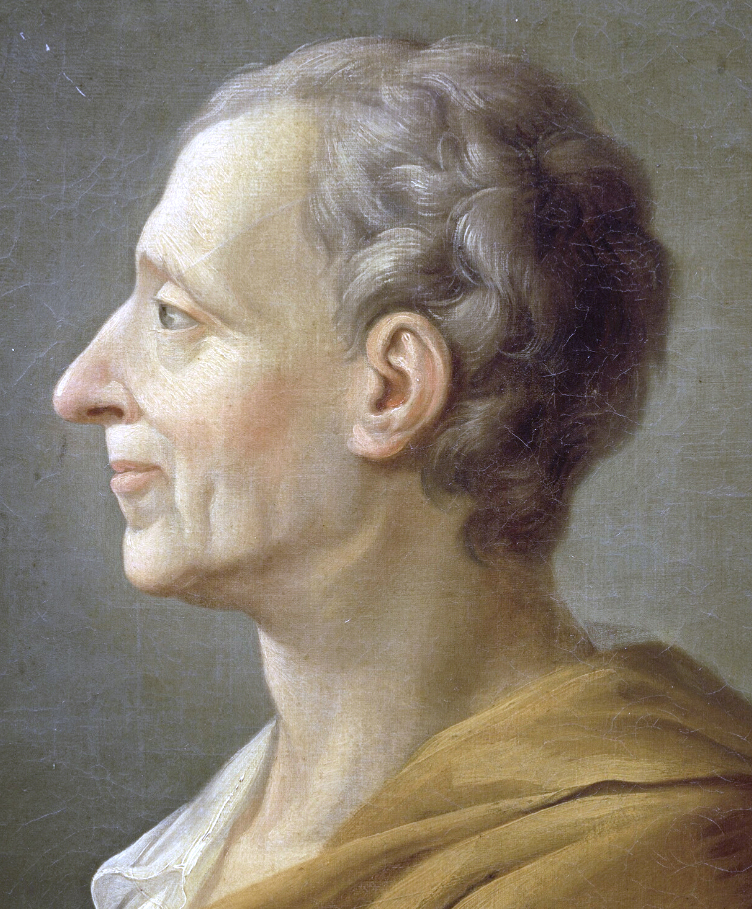
Montesquieu

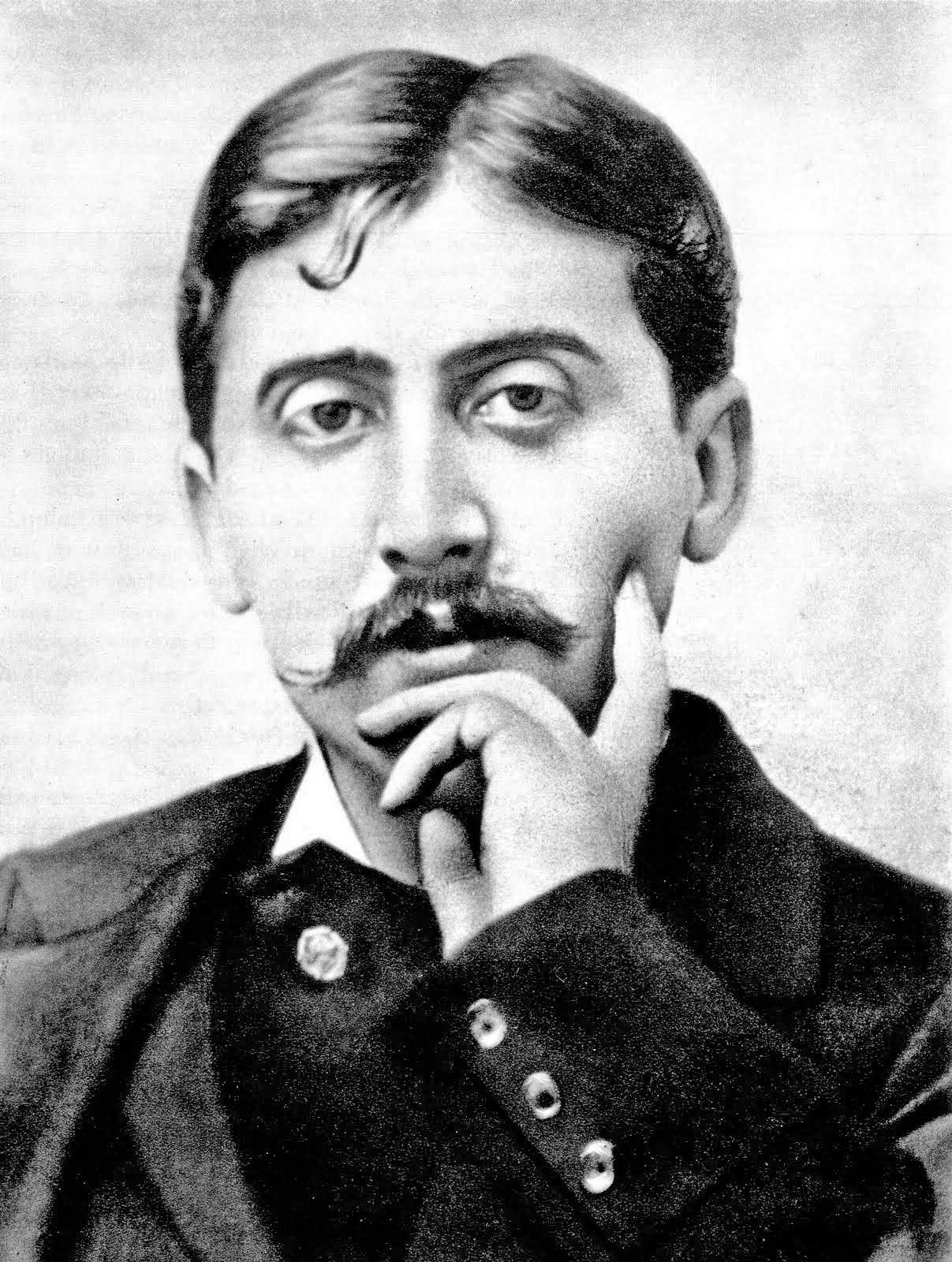
Marcel Proust

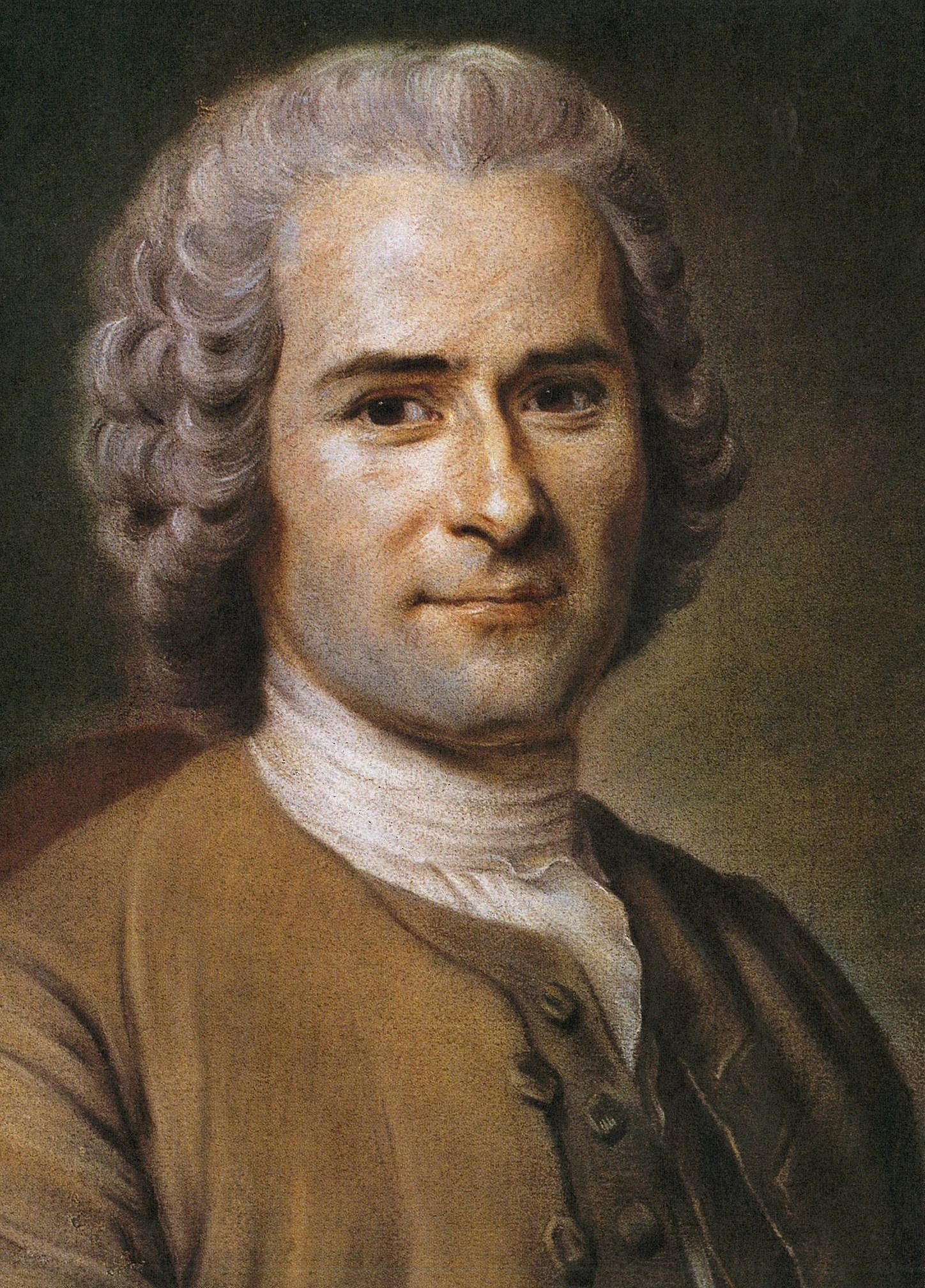
Jean-Jacques Rousseau

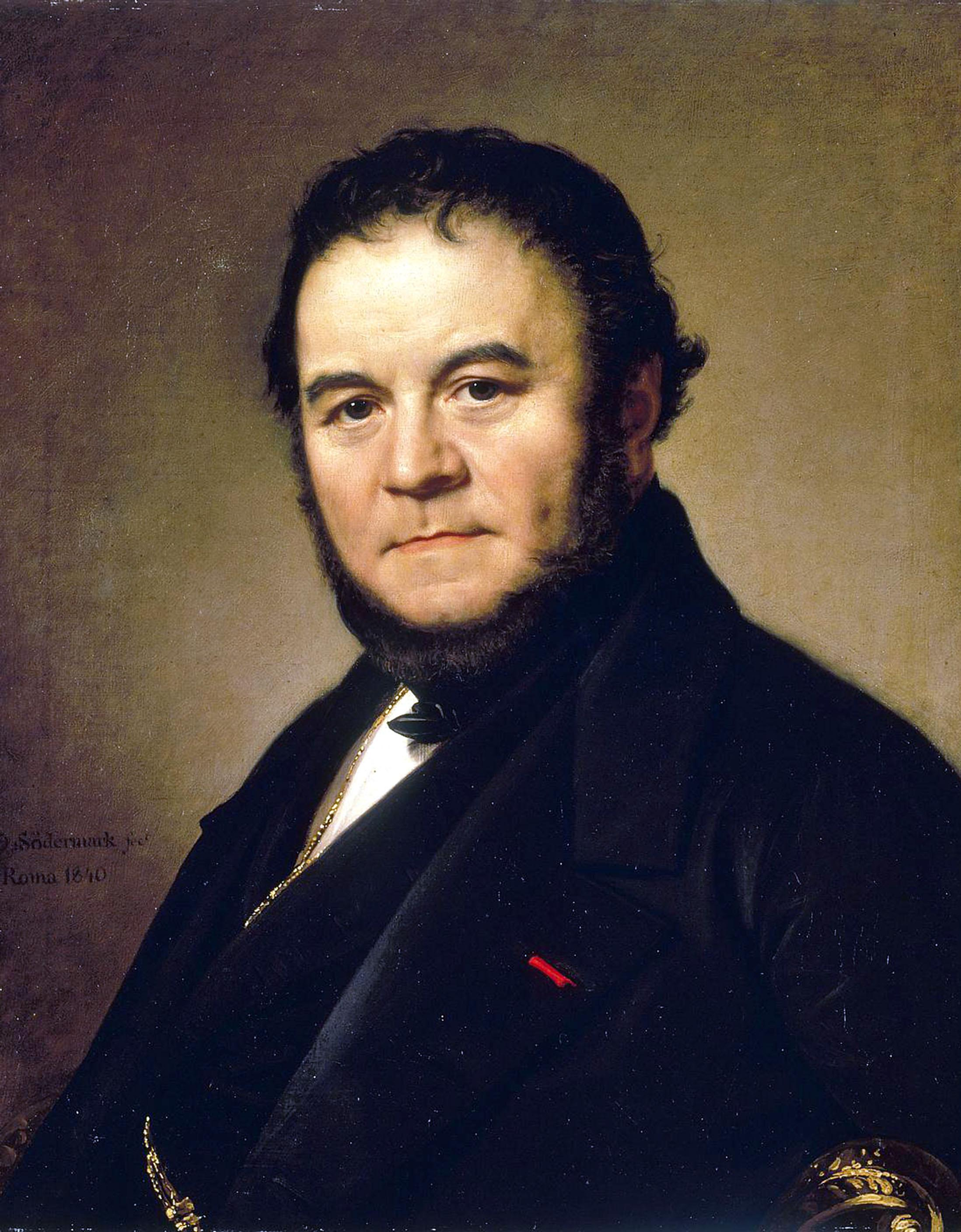
Stendhal

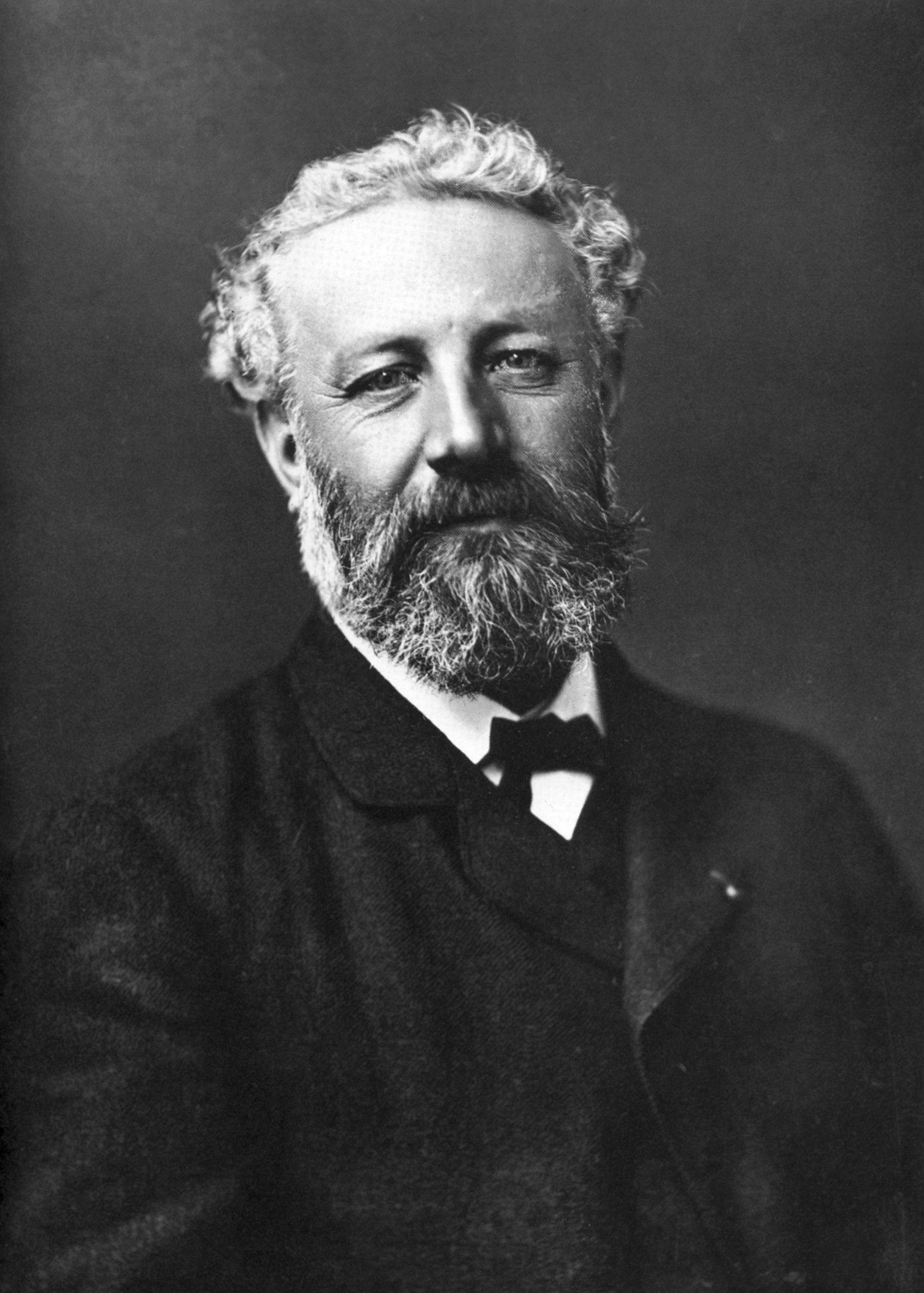
Jules Verne

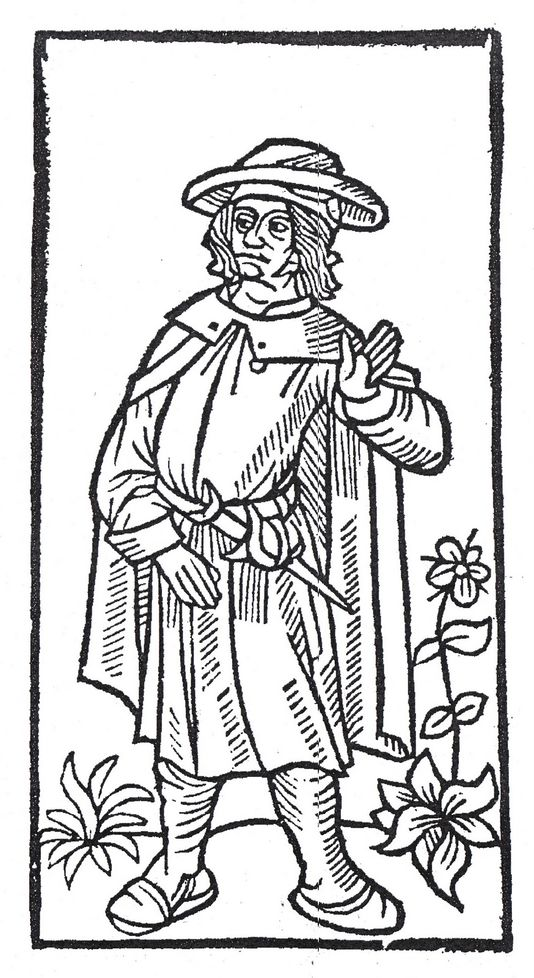
Villon

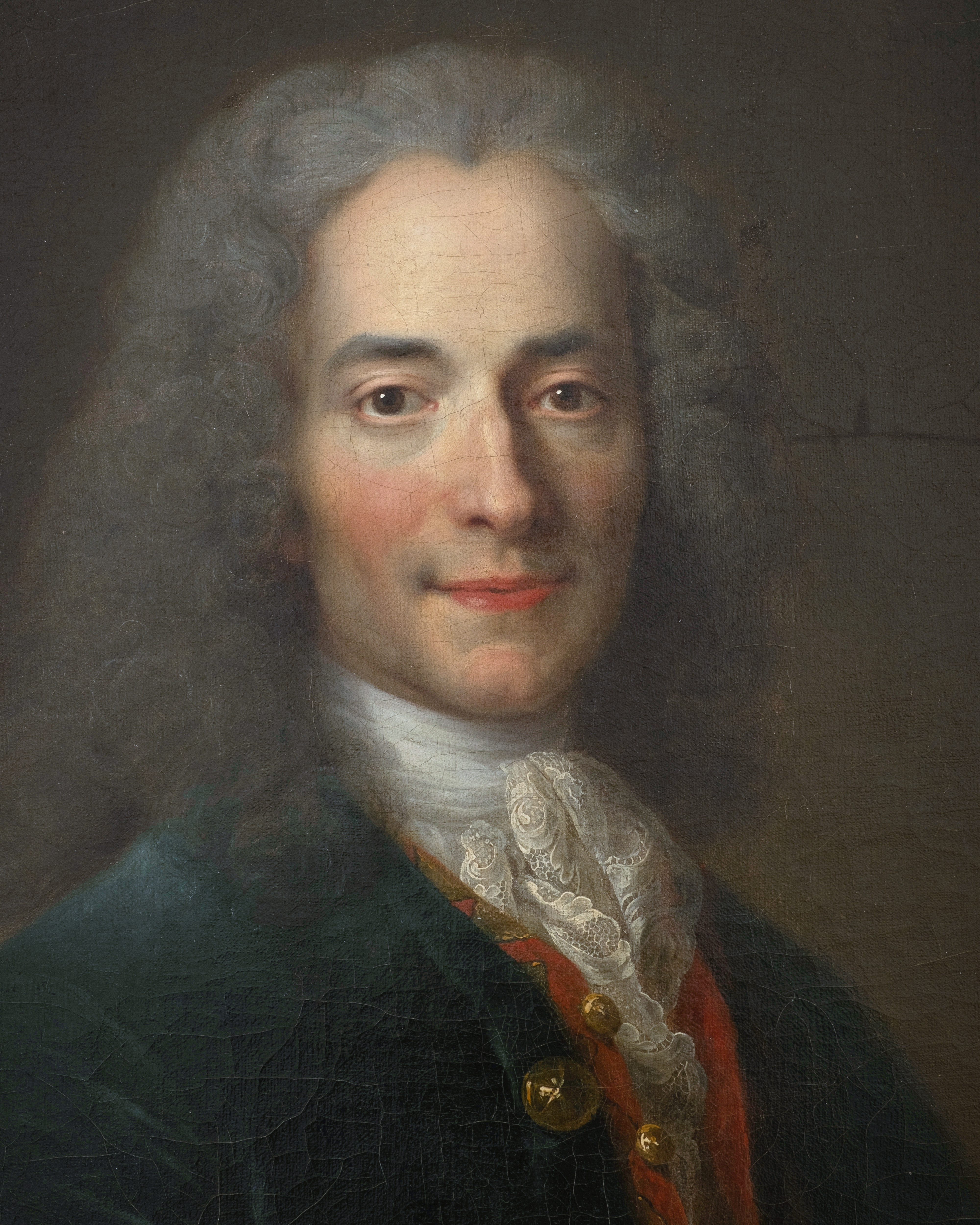
François-Marie Arouet (Voltaire)

- Belga költők, írók listája
- Kanadai költők, írók listája

| Ábécé szerinti tartalomjegyzék                      |
| --------------------------------------------------- |
| A B C D E F G H I J K L M N O P Q R S T U V W X Y Z |

## A
- Soazig Aaron (1949–)
- Pierre Abélard (1079–1142)
- Marcel Achard (1899–1974)
- Paul Adam (1862–1920)
- Olympe Adouard (1832–1890)
- Marie d’Agoult (1805–1876)
- Émile Ajar (Romain Gary) (1914–1980)
- Alain-Fournier (1886–1914)
- Jean le Rond d’Alembert (1717–1783)
- Eva Almassy (1955–)
- Robert Ambelain (1907–1997)
- Jacques Amyot (1513–1593)
- François Andrieux (1759–1833)
- Édouard d’Anglemont (1798–1876)
- Auguste Anicet-Bourgeois (1806–1871)
- Jean Anouilh (1910–1987)
- Guillaume Apollinaire (1880–1918)
- Louis Aragon (1897–1982)
- Antoine-Vincent Arnault (1766–1834)
- Antonin Artaud (1896–1948)
- Dan Ar Wern (1952–)
- Jean Astruc (1684–1766)
- Théodore Agrippa d'Aubigné (1552–1630)
- Yvan Audouard (1914–2004)
- Jules Barbey d’Aurevilly (1808–1889)
- Dominique Aury (1907–1998)
- Jean d’Auton (1466–1528?)
- Marcel Aymé (1902–1967)

## B
- Jean-Antoine de Baïf (1532– 1589)
- Honoré de Balzac (1799–1850)
- Muriel Barbery (1969–)
- Henri Barbusse (1871–1935),
- René Barjavel (1911–1985)
- Linda Maria Baros (1981–),
- Maurice Barrès (1862–1923)
- Roland Barthes (1915–1980)
- Georges Bataille (1897–1962)
- Henry Bataille (1872–1922)
- Charles Baudelaire (1821–1867),
- Nicolas Baudy (1904–1971)
- Pierre Bayle (1647–1706)
- Hervé Bazin (1911–1996)
- Pierre-Augustin Caron de Beaumarchais (1732–1799),
- Simone de Beauvoir (1908–1986)
- Joachim du Bellay (1522–1560),
- Rémy Belleau (1528–1577)
- François de Belleforest (1530–1583),
- Pierre-Jean de Béranger (1780–1857)
- Cyrano de Bergerac (Savinien Cyrano de Bergerac, 1619–1655)
- Henri Bergson  (1859–1941) filozófus, Nobel-díjas (1927)
- Georges Bernanos (1888–1948)
- Tristan Bernard (1866–1947)
- Arthur Bernède (1871–1937)
- Benjamin Berton (1974–)
- Maylis Besserie (1982)
- François Billetdoux (1927–1994)
- Raphaële Billetdoux (1951–)
- Maurice Blanchot (1907–2003)
- Henri Blaze de Bury  (1813–1888)
- Léon Bloy (1846–1917)
- Nicolas Boileau (1636–1711),
- Étienne de La Boétie (1530–1563)
- Marie Bonaparte (1882–1962)
- Émile de Bonnechose (1801–1875)
- Alfred de Bougy (1814–1871)
- Louis Bouilhet (1822–1869)
- Pierre Boulle (1912–1994)
- Élémir Bourges (1852–1925)
- Paul Bourget (1852–1935)
- Robert Brasillach (1909–1945)
- Anne-Sophie Brasme (1984–)
- André Breton (1896–1966),
- Restif de la Bretonne (1734–1806)
- Pascal Bruckner (1948–)
- Jean de La Bruyère (1645–1696)
- Gervais du Bus (14. század),
- Michel Butor (1926–2016)

## C
- Jean Galbert de Campistron (1656–1723),
- Albert Camus (1913–1960), , Nobel-díjas (1957)
- Michel Carré (1821–1872),
- Jean Cayrol (1911–2005)
- Robert Caze (1853–1886)
- Louis-Ferdinand Céline (1894–1961)
- Blaise Cendrars (1887–1961),
- Aimé Césaire (1913-2008)
- Nicolas Chamfort (1741–1794)
- Patrick Chamoiseau (1953–)
- I. Theobald navarrai király (1201–1253)
- Jean Chapelain (1595–1674),
- René Char (1907–1988)
- Henri Charrière (1906–1973)
- François-René de Chateaubriand (1768–1848)
- Claude-François Cheinisse (1931–1982)
- André Chénier (1762–1794)
- Pierre Choderlos de Laclos (1741–1803)
- Emil Cioran (1911–1995)
- Paul Claudel (1868–1955)
- Jean-Marie Gustave Le Clézio (1940–), Nobel-díjas (2008)
- Jean Cocteau (1889–1963),
- Louise Colet (1810–1876)
- Colette (Sidonie-Gabrielle Colette, 1873–1954)
- François Combes (1816–1890)
- Philippe de Commines (1447–1511)
- Benjamin Constant (1767–1830), filozófus
- Andrieu Contredit (1200–kb.1248),
- Tristan Corbière (1845–1875)
- Pierre Corneille (1606–1684),
- Charles Cros (1842–1888)
- Curnonsky (1872–1956)
- Astolphe de Custine (1790–1857)

## D
- Henri Dameth (1812–1884)
- Frédéric Dard (1921–2000)
- Georges Darien (1862–1921)
- Alphonse Daudet (1840–1897)
- Alexandra David-Néel (1868–1969)
- Louis Delâtre (1815–1893)
- Casimir Delavigne (1793–1843)
- Charlotte Delbo (1913–1985)
- Philippe Delerm (1950–)
- Louis Delluc (1890–1924)
- Paul Déroulède (1846–1914)
- Michèle Desbordes (1940–2006)
- Marceline Desbordes-Valmore (1786–1859)
- Lucien Descaves (1861–1949)
- Eustache Deschamps (kb. 1346–kb. 1407)
- François-Henri Désérable (1987–)
- Eugène Despois (1818–1876)
- Philippe Desportes (1546–1606)
- Denis Diderot (1713–1784), filozófus
- Philippe Djian (1949–)
- Maurice Druon (1918–2009)
- Victor Henri-Joseph Brahain Ducange (1783–1833)
- Arnaud Dudek (1979–)
- Georges Duhamel (1884–1966)
- Édouard Dujardin (1861–1949)
- id. Alexandre Dumas (1802–1870),
- ifj. Alexandre Dumas (1824–1895),
- Jean-Claude Dunyach (1957–)
- Louis Edmond Duranty (1833–1880)
- Marguerite Duras (1914-1996)

## E
- Jean Echenoz (1947–)
- Ponce-Denis Écouchard-Lebrun (1729–1807)
- Fabre d’Églantine (1750–1794), , ,
- Frédéric Gustave Eichhoff (1799–1875)
- Mircea Eliade (1907–1986)
- Paul Éluard (1895–1952),
- Annie Ernaux (1940–)

## F
- Frantz Fanon (1925–1961)
- Léon-Paul Fargue (1876–1947)
- Jean-Pierre Faye (1925–)
- Raphaël Fejtö (1974–)
- François Fénelon (1651–1715),
- Octave Feuillet (1842–1890),
- Henry Fèvre (1864–1937)
- Ernest Feydeau (1821–1873)
- Georges Feydeau (1862–1921)
- Alain Finkielkraut (1949–)
- Gustave Flaubert (1821–1880)
- Timothée de Fombelle (1973–),
- Jean de La Fontaine (1621–1695), ,
- Johann Heinrich Samuel Formey (1711–1797), filozófus
- Anatole France (1844–1924), , Nobel-díjas (1921)
- Marie de France (kb. 1175)
- Roger Frison-Roche (1906–1999)
- Eugène Fromentin (1820–1876)
- Antoine Furetière (1619–1688),

## G
- Émile Gaboriau (1832–1873)
- Serge Gainsbourg (1928–1991),
- Dominique Joseph Garat (1749–1833)
- Roger Garaudy (1913–2012), filozófus
- Roger Martin du Gard (1881–1958), Nobel-díjas (1937)
- Robert Garnier (1544–1590)
- Romain Gary (1914–1980)
- Laurent Gaudé (1972–)
- Théophile Gautier (1811–1872),
- Anna Gavalda (1970–)
- Delphine Gay (1804–1855)
- Cyril Gély  (1968–)
- Jean Genet (1910–1986)
- Félicité de Genlis (1746–1830)
- André Gide (1869–1951), Nobel-díjas (1947)
- Nicolas Gilbert (1750–1780)
- Jean Giono (1895–1970)
- Jean Giraudoux (1882–1944)
- Françoise Giroud (1916–2003)
- André Glucksmann (1937–2015)
- Ivan Goll (1891–1950),
- Edmond de Goncourt (1822–1896)
- Jules de Goncourt (1830–1870)
- René Goscinny (1926–1977)
- Olympe de Gouges (1748–1793),
- Remy de Gourmont (1858–1915)
- Julien Gracq (1910-2007)
- Françoise de Graffigny (1695–1758)
- Jean Baptiste Gresset (1709–1777)
- Julien Green (1900–1998)
- Hélène Grimaud (1969–)
- Tim Guénard (1958–)
- Denis Guedj (1940–2010)
- Faïza Guène (1985–)
- René Guénon (1886–1951)
- Maurice de Guérin (1810–1839)
- Nogent-i Guibert (1055–1124)
- Gustave Guiches (1860–1935)
- Pernette du Guillet (1520–1545)
- Eugène Guillevic (1907–1997),
- Pierre Guyotat (1940–2020)

## H
- François Hédelin (1604–1676)
- José-Maria de Heredia (1842–1905),
- Michel Houellebecq (1958–)
- Victor Hugo (1802–1885), , ,
- Joris-Karl Huysmans (1848–1907)

## I
- Eugène Ionesco (1909–1994),

## J
- Max Jacob (1876–1944),
- Christian Jacq (1947–)
- Edmond Jaloux (1878–1949)
- Francis Jammes (1868–1938)
- Alfred Jarry (1873–1907),
- Káteb Jászín (1929–1989),
- Alexis Jenni (1963–)
- Étienne Jodelle (1532–1573)
- Jean de Joinville (1224–1317)
- Gaëlle Josse  (1960–)
- Joseph Joubert (1754–1824)
- Pierre Jean Jouve (1887–1976)

## K
- Gustave Kahn (1859–1936)
- Leslie Kaplan (1943–)
- Alphonse Karr (1808–1890)
- Maylis de Kerangal (1967–)
- Bernard-Marie Koltès (1948–1989),
- Milan Kundera (1929–2023) cseh (francia nyelven ír)

## L
- François de La Rochefoucauld (La Rochefoucauld), 1613–1680)
- Louise Labé (1524–1566)
- Eugène Labiche (1815–1888),
- Monique W. Labidoire (1937–)
- Édouard René Lefebvre de Laboulaye (1811–1883)
- Jacques Lacan (1901–1981)
- Marie-Madeleine Lafayette (1634–1693)
- Jules Laforgue (1860–1887)
- Alphonse de Lamartine (1790–1869),
- Hughes Felicité Robert de Lamennais (1782–1854)
- Armand Lanoux (1913–1983)
- Valery Larbaud (1881–1957)
- Antoine Laurain (1972–)
- Comte de Lautréamont (Isidore Ducasse) (1846–1870)
- Maurice Leblanc (1864–1941)
- Michel Leiris (1901–1990)
- Henri René Lenormand (1882–1951),
- Gaston Leroux (1868–1927),
- Alain René Lesage (1668–1747),
- Hervé Le Tellier (1957–)
- Auguste de Villiers de L’Isle-Adam (1838–1889)
- Leconte de Lisle (1818–1894)
- Nicole Louvier (1933–2003)
- Jacques Lusseyran (1924–1971)

## M
- Amin Maalouf (1949–) libanoni
- Alain Mabanckou (1966–),
- Jean Mabire (1927–2006)
- Joseph de Maistre (1753–1821)
- Andreï Makine (1957–) orosz-francia
- François de Malherbe (1555–1628) költő
- Stéphane Mallarmé (1842–1898),
- Françoise Mallet-Joris (1930–2016)
- Hector Malot (1830–1907)
- André Malraux (1901–1976)
- Gérard Manset (1945–)
- Gabriel Marcel (1889–1973),
- Pierre Carlet de Chamblain de Marivaux (1688–1763)
- Clément Marot (1495–1544),
- Xavier Marmier (1809–1892)
- Jean-François Marmontel (1723–1799),
- Guy de Maupassant (1850–1893)
- François Mauriac (1885–1970), Nobel-díjas (1952)
- André Maurois (1885–1967)
- François Maynard (1582–1646)
- Louis-Sébastien Mercier (1740–1814)
- Prosper Mérimée (1803–1870)
- Robert Merle (1908–2004)
- Oscar Méténier (1859–1913)
- Henri Michaux (1899–1984)
- Victor-Émile Michelet (1861–1938)
- Catherine Millet (1948–)
- Charles-Hubert Millevoye (1782–1816)
- Octave Mirbeau (1848–1917),
- Frédéric Mistral (1830–1914) , Nobel-díjas (1904)
- Jean Mistler (1897–1988)
- Patrick Modiano (1945–) Nobel-díjas (2014)
- Michel de Montaigne (1533–1592)
- Charles Palissot de Montenoy (1730–1814)
- Montesquieu (Charles-Louis de Secondat, 1689–1755)
- Henry de Montherlant (1895–1972)
- Molière (Jean-Baptiste Poquelin, 1622–1763),
- Jean Moréas (1856–1910)
- Henri Murger (1822–1861)
- Alfred de Musset (1810–1857), ,
- Guillaume Musso (1974–)

## N
- Nadar (Gaspard-Félix Tournachon, 1820–1910)
- Navarrai Margit (Angoulême-i Margit navarrai királyné, 1492–1549)
- Charles Nemes (1951–)
- Irène Némirovsky (1903–1942)
- Gérard de Nerval (1808–1855),
- Roger Nimier (1925–1962)
- Marie Nimier (1957–)
- Anaïs Nin (1903–1977)
- Richard D. Nolane (1955–)
- Nostradamus (Michel de Nostredame, 1503–1566)
- Hubert Nyssen (1925–2011)

## O
- Georges Ohnet (1848–1918)
- Michel Onfray (1959–)
- I. Károly orléans-i herceg (1394–1465)
- Jean d’Ormesson (1925–2017)
- Erik Orsenna (1947–)
- Guy-Marie Oury (1929–2000)

## P
- Marcel Pagnol (1895–1974),
- Blaise Pascal (1623–1662)
- Étienne Pasquier (kb.1529–1615)
- Charles Péguy (1873–1914),
- Joséphin Péladan (1858–1918)
- Ridder Adrien Péladan (1815–1890)
- Georges Perec (1936–1982)
- Charles Perrault (1628–1703)
- Saint-John Perse (1887–1975), Nobel-díjas (1960)
- Roger Peyrefitte (1907–2000)
- Charles-Louis Philippe (1874–1909)
- Jean-Charles Pichon (1920–2006)
- Annie Pietri (1956–)
- Christine de Pisan (1365–1429)
- Roger Planchon (1931–2009)
- Roger-Pol Droit (1949–)
- Jacques Prévert (1900–1970),
- Antoine François Prévost (1693–1763)
- Pierre-Joseph Proudhon (1809–1865)
- Marcel Proust (1871–1922)
- Sully Prudhomme (1839–1907), , Nobel-díjas (1901)
- Ioannis Psycharis (1854–1929)

## Q
- Jacqueline Quef-Allemant (20. század)
- Henri Queffélec (1910–1992)
- Yann Queffélec (1949–)
- Raymond Queneau (1903–1976),
- Carmelo Arden Quin (1913–2010),
- Edgar Quinet (1803–1875)

## R
- Juliette Raabe (1929–)
- François Rabelais (1494–1553)
- Jean Racine (1639–1699),
- Raymond Radiguet (1903–1923)
- Charles-Ferdinand Ramuz (1878-1947)
- Jules Renard (1864–1910),
- Jean Renoir (1894–1979)
- Jean-François Revel (1924–2006)
- Alina Reyes (1956–)
- Yasmina Reza (1959–)
- Arthur Rimbaud (1854–1891),
- Alain Robbe-Grillet (1922–2008)
- Pierre Drieu la Rochelle (1893–1945)
- Romain Rolland (1866–1944), , Nobel-díjas (1915)
- Jules Romains (1885–1972), író, költő, drámaíró
- Pierre de Ronsard  (1524–1585)
- J.-H. Rosny aîné (Joseph Henri Honoré Boex, 1856–1940) belga–francia
- Edmond Rostand (1868–1918), ,
- Jean-Jacques Rousseau (1712–1778)
- Raymond Roussel (1877–1933)
- Jean Rousselot (1913–2004)
- Claude Roy (1915–1997),

## S
- Marquis de Sade (1740–1814),
- Françoise Sagan (1935–2004)
- Marc-Antoine Girard de Saint-Amant (1594–1661)
- Antoine de Saint-Exupéry (1900–1944)
- Octavien de Saint-Gelais (1468–1502)
- Louis-Claude de Saint-Martin (1743–1803)
- César Vichard de Saint-Réal (1639–1692)
- Louis de Rouvroy, Saint-Simon hercege (1675–1755)
- Charles-Augustin Sainte-Beuve (1804–1869)
- André Salmon (1881–1969)
- George Sand (1804–1876)
- Nathalie Sarraute (1900–1999),
- Jean-Paul Sartre (1905–1980), , Nobel-díjas (1964)
- Paul Scarron (1610–1660)
- Maurice Scève (1501–1564)
- Jean Schlumberger (1877–1968)
- Édouard Schuré (1841–1929)
- André Schwarz-Bart (1928–2006)
- Eugène Scribe (1791–1861)
- Victor Segalen (1878–1919)
- Sophie de Ségur (1799–1874)
- Jorge Semprún (1923–2011)
- Étienne Pivert de Senancour (1770–1846)
- Seng Cseng (1899–1996)
- Madame de Sévigné (Marie de Rabutin-Chantal Mme Sévigné, 1626–1696)
- Anne Serre (1960–)
- Claude Simon (1913–2005), Nobel-díjas (1985)
- Philippe Sollers(wd) (1936–2023)
- Philippe Soupault (1897–1990)
- Jean de Sponde (1557–1595)
- Madame de Staël (1766–1817)
- Stendhal (Marie-Henri Beyle, 1783–1842)
- Eugène Sue (1804–1857)
- Jules Supervielle  (1884–1960)

## T
- Jean Tardieu (1903–1995)
- Jules-Paul Tardivel (1851–1905)
- Léo Taxil (Marie Joseph Gabriel Antoine Jogand-Pagès, 1854–1907)
- Jules Tellier (1863–1889)
- Benjamin Thiers (1982–)
- Jack Thieuloy (1931–1996)
- Jean-Pierre Thiollet (1956–)
- Thomas (12. század), trubadúr
- Maurice Thuilière (1940–)
- Alexis de Tocqueville (1805–1859)
- Roland Topor (1938–1997)
- Julien Torma (1902–1933)
- Paul-Jean Toulet (1867–1920)
- Hervé Tullet (1958–)
- Armand Toupet (1919–2006)
- Michel Tournier (1924–2016)
- François-Vincent Toussaint (1715–1772)
- Alphonse Toussenel (1803–1885)
- Jérôme Touzalin
- Flora Tristan (1803–1844)
- Frédérick Tristan (1931–)
- Henri Troyat (1911–2007)
- Chrétien de Troyes (kb.1140–kb.1190),
- Elsa Triolet (1896–1970) francia író
- Tristan Tzara (1896–1960) román-francia

## V
- Jules Vallès (1832–1885)
- Paul Valéry (1871–1945),
- Fred Vargas (Frédérique Audoin-Rouzeau 1957) francia régész, regényíró
- François Varillon (1905–1978)
- Vercors (Jean Marcel Bruller, 1902–1991)
- Paul Verlaine (1844–1896),
- Julia Verlanger (1929–1985)
- Jules Verne (1828–1905)
- Boris Vian (1920–1959)
- Théophile de Viau (1590–1626)
- Alfred de Vigny (1797–1863)
- Gérard de Villiers (1929–2013)
- François Villon (1431 v.1432–kb. 1463),
- IX. Vilmos aquitániai herceg (Guillaume d'Aquitaine, 1071–1126),
- Marina Vlady (1938–), színész- ,énekesnő , író
- Eugène-Melchior de Vogüé (1848–1910)
- Vladimir Volkoff (1932–2005)
- Voltaire (François-Marie Arouet, 1694–1778), ,

## W
- Robert Wace (kb.1174–1183)
- Roland C. Wagner (1960–2012)
- Olivier Weber (1958–)
- Alain Wegscheider (1969–)
- Simone Weil (1909–1943)
- Louise Weiss (1893–1983)
- Bernard Werber (1961–)
- Odile Weulersse (1938–)
- Anne Wiazemsky (1947–2017)
- Stefan Wul (1922–2003)

## X
- Joseph Xaupí (1688–1778)

## Y
- Marguerite Yourcenar (1903–1987), ,

## Z
- Pierre Zaccone (1817–1895)
- Dominique Zardi (1930–2009)
- Émile Zola (1840–1902),
- Cizia Zykë (1949–2011)